# LP 890-9 c
LP 890-9 c è un pianeta extrasolare in orbita attorno alla stella LP 890-9, situata a una distanza di 105 anni luce in direzione della costellazione dell'Eridano. Scoperto con il metodo del transito nel 2022, il pianeta orbita nella zona abitabile della sua stella madre, e al 2022, è il quinto pianeta con il più alto ESI (0,89), che indica la similarità di un esopianeta con la Terra.

## Stella madre
LP 890-9 è una piccola e ultrafredda nana rossa di tipo spettrale M6V, la seconda stella più fredda attorno alla quale sono stati scoperti pianeti, dopo TRAPPIST-1. Ha il 12% della massa del Sole e una temperatura superficiale di circa 2870 kelvin.

## Pianeta

### Scoperta
LP 890-9 c è stato scoperto nell'ambito del progetto SPECULOOS, assieme a un altro pianeta, LP 890-9 b, quest'ultimo precedentemente individuato tramite il telescopio spaziale TESS.

### Caratteristiche
Classificabile come super Terra, LP 890-9 c è leggermente più grande della Terra, ha un raggio di 1,37 r⊕, mentre la sua massa non è nota con precisione, è noto solo il limite superiore di 25,3 masse terrestri. Orbita in un periodo di 8,45 giorni, all'interno della zona abitabile ottimistica della piccola stella madre, a una distanza di soli 6 milioni di chilometri; trovandosi così vicino alla stella il pianeta è certamente in rotazione sincrona e rivolge quindi lo stesso emisfero alla stella.

### Abitabilità
La temperatura di equilibrio è di circa 272 K, un po' più alta di quella terrestre, che è di 255 K, e che non tiene conto dell'effetto serra generato dall'atmosfera planetaria, che nel caso della Terra innalza la temperatura di circa 33 K, portandola a una temperatura media superficiale di 288 K.
La breve distanza dalla stella potrebbe ridurre l'abitabilità planetaria, poiché essa è causa della rotazione sincrona, per cui un emisfero rimane sempre illuminato con quello opposto perennemente al buio. Inoltre questo tipo di stelle mostra sovente brillamenti in grado di spogliare il pianeta della sua atmosfera, anche se solitamente sono le nane rosse più giovani le più turbolente, mentre LP 890-9, con un'età stimata di 7 miliardi di anni, non ha mostrato importanti variabilità durante le osservazioni.
Il pianeta è un possibile futuro obiettivo del telescopio spaziale James Webb, che potrebbe rilevarne le caratteristiche atmosferiche.